# Eldana
Eldana é um gênero de mariposas da família Pyralidae, que contém apenas uma espécie, a Eldana saccharina que possui o nome comum de broca-da-cana africana, é amplamente distribuída em países como Guiné Equatorial, Gana, Moçambique, Serra Leoa e África do Sul. Os adultos possuem uma envergadura de 35 mm. Essa espécie é particularmente relevante para os humanos, pois suas larvas são pragas que afetam espécies de Saccharum (cana-de-açúcar), além de culturas de grãos como sorgo e milho. Outras plantas hospedeiras incluem mandioca, arroz e espécies de Cyperus. Ao atacar essas culturas, E. saccharina perfura os caules das plantas hospedeiras, causando danos severos à produção. A praga é resistente, capaz de sobreviver a queimas de culturas. Métodos como consorciação de culturas e o uso de vespas parasitas têm sido empregados para reduzir os danos às plantações.

## Taxonomia
A única espécie do gênero Eldana, Eldana saccharina, foi descrita por Francis Walker em 1865. Pertence à família Pyralidae, ordem Lepidoptera, e possui onze subespécies. O nome comum, broca-da-cana africana, deriva de sua atividade como praga em regiões da África Subsaariana.

## Descrição
Os adultos são relativamente pequenos, com abdômen de 3 mm de largura. Possuem envergadura de 35 mm. As asas anteriores são marrom-claras com duas manchas marrom-escuras distintas no centro. As asas posteriores são marrom-branquecidas, com franjas curtas e veias longitudinais marrons. Machos e fêmeas apresentam aparência semelhante, mas as fêmeas são ligeiramente maiores. Quando em repouso, E. saccharina dobra suas asas sobre o abdômen, de modo que as asas anteriores cobrem paralelamente as asas posteriores brancas.

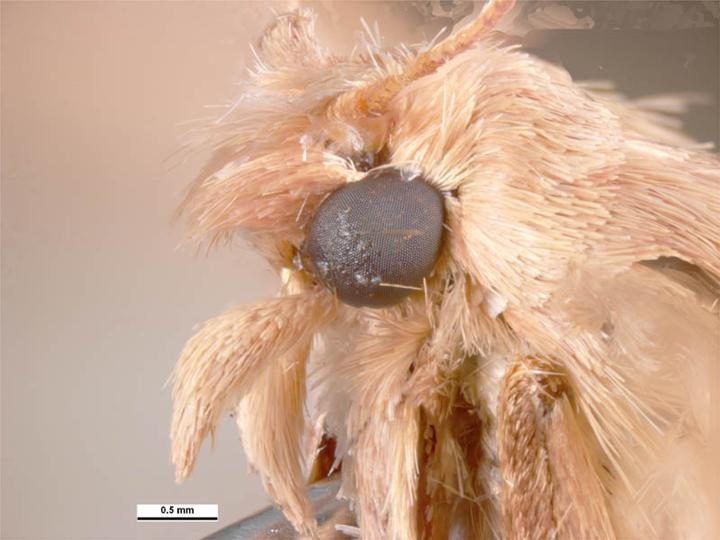
Close da cabeça

## Distribuição e habitat
E. saccharina é nativa da África e está amplamente distribuída na África Subsaariana, encontrada em países como Guiné Equatorial, Gana, Moçambique, Serra Leoa e África do Sul. Há também populações no norte da África, particularmente em Etiópia e partes de Senegal. Temperaturas mais frias limitam sua distribuição nessas regiões. Na fronteira entre Congo e Uganda, eventos geológicos, como lagos de crateras e pântanos resultantes de erupções vulcânicas, abrigam populações de E. saccharina. A espécie vive principalmente em ciperáceas e gramíneas selvagens em vegetação ripária. Recentemente, a broca-da-cana africana expandiu seu habitat para culturas gramináceas, especialmente no leste e sul da África. A presença da espécie é menos comum em solos arenosos.

## Recursos alimentares

### Plantas hospedeiras

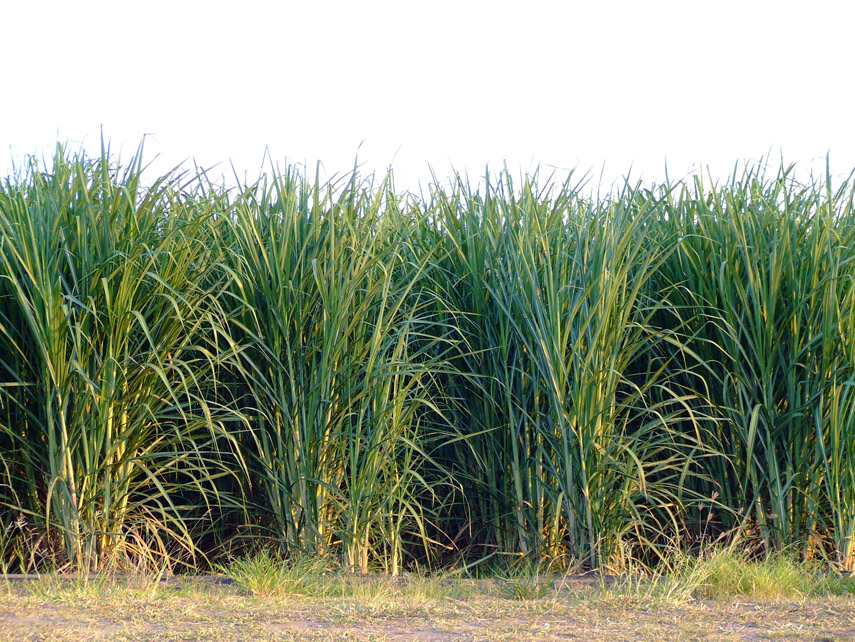
Fileiras de cana-de-açúcar, a principal planta hospedeira de Eldana saccharina

A cana-de-açúcar é a principal planta hospedeira de E. saccharina, origem de seu nome comum, broca-da-cana africana. A espécie também ataca milho, sorgo, mandioca, arroz e espécies de Cyperus, além de gramíneas selvagens como capim-mombaça, ciperáceas de áreas úmidas como junco-papírus, juncos e taboas. A presença de E. saccharina nas plantas hospedeiras é indicada por túneis nos caules e sinais de quebra. Infestações em cana-de-açúcar podem causar perdas significativas de rendimento.

## Cuidados parentais

### Oviposição
A oviposição é o ato de depositar ovos. As fêmeas da broca-da-cana africana preferem depositar ovos em material foliar seco ou morto. Cairomonas [en], substâncias químicas emitidas por organismos para mediar interações interespecíficas, presentes em folhas secas, atraem as fêmeas para oviposição. Além de visar folhas secas, as fêmeas escondem seus ovos entre superfícies foliares, em grupos compactos de cerca de 300 ovos.

## Comportamento social

### Comunicação
A comunicação em E. saccharina é complexa e pouco compreendida. Como outras mariposas, a broca-da-cana africana utiliza ultrassom emitido pelo tímbale, uma membrana produtora de som comum em insetos. Os machos emitem vibrações ultrassônicas que induzem batidas de asas nas fêmeas e também sinalizam agressividade contra outros machos. Quando machos se aproximam, circulam uns aos outros emitindo rajadas sonoras, até que um prevalece e afugenta o outro. Quando machos abordam fêmeas, estas podem ignorá-los ou responder com sons próprios. Se respondem, os machos tocam suas antenas com cerdas pilosas, um comportamento distinto dos rituais de acasalamento.

## Ciclo de vida

### Ovo
Os ovos, amarelos e ovais, são depositados em grupos de 250 a 500 na face interna das bainhas foliares, estruturas que envolvem os caules, permitindo um encaixe firme. Após a postura, os ovos requerem 5 a 7 dias de incubação antes da eclosão.

### Larva
As larvas variam de marrom-claro a cinza-escuro. Possuem uma placa marrom distinta na face dorsal do tórax, e a fase larval dura, em média, 31 dias. As larvas se dispersam do local de eclosão após 1 a 3 dias. Ao encontrar predadores, excretam um líquido acastanhado pela boca, que detém a predação. Após a eclosão, alimentam-se das superfícies externas das plantas antes de perfurar os caules, onde pupam. Esse comportamento origina o nome comum da espécie.

### Pupa
A pupação é a terceira fase do desenvolvimento, durante a qual as mariposas passam de estágios imaturos a maduros. As pupas de E. saccharina são encontradas dentro de túneis nos caules das plantas hospedeiras, geralmente a 5 cm do orifício de saída visível na superfície. A pupação dura de 7 a 13 dias antes da emergência. Durante esse período, as pupas são resistentes a tentativas de remoção, sobrevivendo até a queimas de culturas.

### Adulto
Os adultos emergem dos orifícios de saída nas plantas hospedeiras, geralmente após uma rápida queda de temperatura, quando sobem verticalmente e abrem suas asas. Após 10 a 15 minutos ajustando suas asas, vivem de 6 a 13 dias. As fêmeas passam dois dias em pré-oviposição e têm uma vida reprodutiva de 4 dias. Devido à curta longevidade, é provável que acasalem apenas uma vez.

## Inimigos

### Predadores
Como outras mariposas, a broca-da-cana africana sofre maior mortalidade nos estágios de ovo e larva. Espécies de formigas e ácaros são predadores de ovos. A formiga Pheidole é particularmente eficaz, alcançando ovos escondidos em espaços estreitos atrás das bainhas foliares. Ácaros predadores de ovos são menos estudados, mas representam um problema devido a seu tamanho e abundância. Formigas maiores, como Dorylus, e aranhas predam larvas, especialmente as que estão se dispersando ou ainda não penetraram nos caules.

### Parasitas
Diversos parasitas atacam as larvas de Eldana saccharina, incluindo:
- Agathis sp. (Hymenoptera: Braconidae)
- Chriodes sp. (Hymenoptera: Ichneumonidae)
- Schembria [en] sp. (Diptera: Tachinidae)
- Goniozus natalensis (Hymenoptera: Bethylidae)

Desses, Goniozus natalensis é o mais significativo, sendo o principal parasita da broca-da-cana africana. Ataca pupas nos estágios quarto, quinto e sexto, sendo atraído pelos orifícios de entrada das larvas, paralisando-as temporariamente para oviposição. As fêmeas de G. natalensis preferem larvas fêmeas de Eldana saccharina, cujos ovos eclodem após três dias de incubação e consomem a larva hospedeira.

## Acasalamento

### Exibição
A exibição é um conjunto de comportamentos de cortejo para atrair parceiros. Após emergirem, os machos ajustam suas asas e, após 30 minutos, começam a exibição para fêmeas, voltando-se para baixo e batendo as asas rapidamente. Os machos se agregam em grupos de 3 a 6 na mesma planta, facilitando sua localização pelas fêmeas. Esse comportamento dura de 15 a 20 minutos, com os machos permanecendo estacionários ou movendo-se ligeiramente antes de reiniciar. As fêmeas, quando presentes, também exibem batidas de asas semelhantes. Esse comportamento ocorre independentemente da presença de fêmeas e libera feromônios atrativos e afrodisíacos. A exibição cessa em temperaturas abaixo de 15 °C.

### Cortejo
O cortejo da broca-da-cana africana foi documentado apenas uma vez na natureza. Após encontrar uma fêmea, o macho a encara com antenas estendidas. Ambos giram em círculo, com o macho seguindo a fêmea, que sinaliza interesse com asas abertas. Após o giro, o macho sobe na fêmea, alinhando a ponta de seus abdômens. O macho segura o tórax da fêmea, e a cópula pode durar até três horas. Durante esse período, o casal se move para vegetação mais baixa, pois as fêmeas são vulneráveis durante a cópula.

### Feromônios
Os machos secretam feromônios por glândulas alares e cerdas abdominais para atrair fêmeas. Análises por cromatografia gasosa-espectrometria de massa identificaram um componente volátil principal: trans-3-metil-4-dimetilalil-𝛾-lactona (C10H16O2).

## Interações com humanos

### Praga de culturas
As larvas de E. saccharina penetram em plantas maduras por rachaduras ou aberturas no caule, sobrevivendo a queimas enquanto alojadas na base da planta, emergindo quando surgem novos brotos. Infestações são mais comuns em plantações intensivas de cana-de-açúcar do que em campos cultivados por pequenos agricultores, devido a maiores níveis de nitrogênio e estresse hídrico, agravados por fertilizantes nitrogenados.

#### Pré-desfolha
Como as fêmeas depositam ovos em material foliar seco, os agricultores desenvolveram a técnica de pré-desfolha, que consiste na remoção preventiva de folhas secas ou mortas de campos de cana-de-açúcar sem populações de E. saccharina. Essa prática impede a oviposição e remove ovos não detectados, que ficam distantes demais dos caules para as larvas alcançarem. Contudo, a pré-desfolha pode danificar plantas em crescimento e reduzir o rendimento.

#### Consorciação e melhoramento genético
A consorciação de culturas com plantas não hospedeiras é um método comum para combater E. saccharina. Essas plantas-armadilha atraem fêmeas para oviposição, onde os ovos desenvolvem-se mal ou não se desenvolvem. Além disso, pesquisadores têm desenvolvido plantas como cana-de-açúcar resistentes a pragas. Uma variedade resistente a E. saccharina foi criada, mas foi suscetível a outro organismo, C. sacchariphagus, e vice-versa.

#### Biopesticidas
Métodos biológicos, como o uso de vespas parasitas Cotesia flavipes e Xanthopimpla stemmator, são empregados contra Eldana saccharina. Essas vespas parasitam larvas, que são consumidas pelas larvas das vespas após a eclosão. Esse método é eficaz contra larvas alojadas nos caules, difíceis de alcançar.

#### Tratamento com silício
O silício aplicado em plantas aumenta a resistência a pragas, incrementando a deposição de silício nas células epidérmicas, o que eleva a dureza da planta e reduz sua digestibilidade. Estudos mostram que a cana-de-açúcar tratada com silício reduz a penetração e o ganho de massa das larvas. Plantas tratadas com silício também reduzem a ingestão de alimentos, a sobrevivência e o crescimento populacional da praga. Em cana-de-açúcar em vasos, o silício reduz danos e aumenta a tolerância ao estresse hídrico, embora os estudos não mencionem o impacto na viabilidade da cana como produto.